# جيمس إي. هاميلتون
جيمس إي. هاميلتون (بالإنجليزية: James E. Hamilton)‏ هو سياسي أمريكي، ولد في 2 ديسمبر 1935 في هويي في الولايات المتحدة. حزبياً، نشط في الحزب الديمقراطي. وقد انتخب عضو مجلس ولاية أوكلاهوما وانتخب عضو مجلس نواب أوكلاهوما.